# دیوارها و برج‌های پدافندی تخت جمشید
دیوارها و برج‌های پدافندی تخت جمشید در دو جبهه غربی و جنوبی صفّه بوسیله دیوارهای سنگی صافی که چندین متر از سطح دشت ارتفاع داشته، قرار دارند. در این دو جهت، تنها دیواری ساده، کوتاه و جان پناهی با کنگره‌های چند پله‌ای بر فراز دیوار شالوده تخت ایجاد کرده بودند. اما در دو جهت دیگر، یعنی مشرق و شمال، یک رشته استحکامات خشتی درست کرده‌اند تا نگهبان بناهای درون صفّه باشد. علاوه بر این، چون از پشت کوهپایه‌ای که بر صفّه مشرف است، به آسانی می‌توان با اسب یا پیاده بالا آمد و به سوی تخت سرازیر شد. زنجیری از برج و باروی خشتی بر ستیغ این کوهپایه، از گوشة شمال شرقی صفّه تا حد جنوب شرقی آن کشیده شده و تمام منطقه دامنه کوهپایه مشرف بر صفّه را دربر گرفته‌است. اساس این باروی شرقی بدین گونه بود که ابتدا دیواری بسیار ستبر خشتی با شالوده‌ای که در قسمت برج‌ها تا ۱۹ متر پهنا داشت، درست کردند. این دیوارها را به صورت دو یا سه جداره می‌ساختند، یعنی دو یا سه دیوار موازی، پهلوی هم بالا می‌آوردند و بعد درون آنها را با شن و ماسه و گل پر می‌کردند به طوری که در بالا سطح صافی تشکیل می‌شد. خشت‌هایی که برای ساختن این دیوارها به کار می‌بردند، بسیار بزرگ بود. اندازة هر یک ۳۳ در ۳۳ سانتی‌متر و پهنای آن به ۱۳ سانتی‌متر می‌رسید. بر فراز شالوده‌ای چنین ستبر و استوار، دیواری برآوردند که ۷ متر بلندی داشت و دالانی از میان آن می‌گذشت که همه برج‌ها و قسمت‌های دیوار را چون خیابانی سرپوشیده به هم پیوند می‌داد. برج‌ها چهار گوشه و بلندای آنها بیشتر از دیوار بود. درون آنها اتاقک‌هایی برای نگهبانان ساخته شده بود که از راه دری به دالان سرتاسری راه می‌یافت. درون دالان و اتاقک‌ها، تاقچه‌های مضرّسی درست کرده بودند و در فرورفتگی‌های داخل دیوار، روزنه‌ای به صورت پیکان درآورده بودند تا بتوان از آنجا به بیرون تیراندازی کرد. پشت این دیوار و برج‌های آن، یعنی در سمت مشرق، خندقی برای خروج آب باران کوهستانی کنده بودند. ساختمان برج و بارو نیز بر همین منوال با دالان سرتاسری، اتاقک‌ها و روزن‌های پیکان شکل بود. در این قسمت، چند برج و بخشی از دیوار را حدود سی سال پیش از زیر خاک بیرون آورده‌اند که به صورت زنجیری محافظتی بر بالای کوهپایه به سمت بر صفّه دیده می‌شود.